# 爝火不息
《爝火不息：文革民间思想研究笔记》，钱理群著，2017年出版。是钱理群的民间思想研究三部曲第二部，研究文革时期中国民间思想。

## 评论
- 林道群：“北京学术圈私底下为这书稿开了一整天的讨论会，言下充满了激动和欣慰。”[1]
- 林猛：“錢先生在本書中的工作，近乎於為今天的人們進入陌生的文革史搭建了一座方便的橋梁。”“今天圍繞文革所產生的很多迷惘和爭論，尤其一些左翼青年對文革所抱的別樣寄託，如果他們有機會接觸這些親歷者的思考，一大半都會煙消雲散。”[2]